# Eustatismo

Figura 1. Fluctuaciones del nivel del mar desde hace 542 millones de años, según dos estudios, los de Hallam et al. (en rojo) y según los geólogos de la empresa Exxon (en azul).N = Neógeno
Pg = Paleógeno
K = Cretácico
J = Jurásico
Tr = Triásico
P = Pérmico
C = Carbonífero
D = Devónico
S = Silúrico
O = Ordovícico
Cm = Cámbrico

El eustatismo es la variación global del nivel del mar respecto a los continentes. Puede tener varias causas:
- Glacioeustatismo
- Termoeustatismo
- Tectonoeustatismo
- Eustasia geoidal

## Glacioeustatismo
Es una de las causas principales, reside en las variaciones que puede experimentar el volumen total de las aguas contenidas por las cuencas oceánicas, en razón de los cambios climáticos, especialmente los más importantes y de largo periodo, representados por la alternancia de las glaciaciones e interglaciares. El ejemplo de la glaciación de Würm es elocuente: durante ese periodo la masa de las aguas marítimas evaporadas y progresivamente congeladas sobre los continentes hizo bajar el nivel de los mares en unos 120 m.

## Termoeustatismo
El termoeustatismo es debido al enfriamiento o calentamiento de las aguas marítimas, que provoca su contracción o dilatación, respectivamente, en proporciones considerables, ya que 1 °C en más o en menos de la temperatura media de los mares provoca, respectivamente, una elevación o un descenso de 2 m de su nivel general.

## Tectonoeustatismo
También existe un eustatismo diastrófico o tectonoeustatismo, debido a las deformaciones tectónicas de las cuencas de los océanos tras el fenómeno geológico del diastrofismo. Así es como la elevación de una cordillera submarina desaloja un volumen igual de agua por encima del nivel anterior.

## Eustasia geoidal
Otra causa posible es la variación de la forma del geoide, que provoca la denominada eustasia geoidal, por ejemplo debida a los reajustes isostáticos tras la retirada de grandes masas glaciares.